# Солдаты-зомби (телесериал)
«Солдаты-зомби» (исп. S.O.Z: Soldados o Zombies) — мексиканский телесериал в жанре ужасов и зомби-апокалипсиса, транслировавшийся на стриминговом сервисе Amazon Prime Video 6 августа 2021 года.
В августе 2021 года «Солдаты-зомби» были закрыты после первого сезона.

## Сюжет
В центре сюжета находится преступник и наркоторговец Алонсо Маррокин и его сын Лукас, которые сбегают из тюрьмы строго режима и находят укрытие в отдалённом реабилитационном центре для наркозависимых, расположенном на границе с Соединёнными Штатами Америки. В погоню за преступниками пускают целый отряд обученного спецназа. В это же время неподалёку в пустыню выбрасывают трупы свинок, над которыми правительство США проводило секретные эксперименты по увеличению агрессии и выносливости. Внезапно животные оживают в виде обезумевших зомби и совершают нападение на спецназ. В итоге, все военные заражаются и трансформируются в оживших мертвецов. Но, несмотря на заражение, военные помнят свою главную цель — поймать Алонсо и Лукаса. Пока Алонсо и Лукас защищаются от зомби, правительство США, обеспокоенное ситуацией с зомби, решает уничтожить потенциальную угрозу своими силами.

## В ролях

### Главные
- Серхио Перис-Менчета — Алонсо Маррокин
- Нери Арредондо — Лукас Маррокин
- Фатима Молина — Лилия Акал Прадо
- Горасио Гарсиа Рохас — Рафаэль Бесеррил
- Тоби Шмитц — Августус Сноуман
- Адриана Моралес — Элиза Круз

### Второстепенные
- Эмилио Гальван — Чупон
- Родриго Алькантара — Тигре
- Адриан Эрнандез — Сантос
- Джованни Флоридо — Алексис
- Давид Фридман — Эль Паджаро
- Джеймс Моусес Блэк — Полковник Мердуч
- Джоэль Абадаль — Джон Джонс
- Стив Уилкокс — Джоэл Тафт
- Джеронимо Бест — Генри Давила

## Сезоны
| Сезон | Серии | Серии | Даты показа    | Даты показа     |
| Сезон | Серии | Серии | Первая серия   | Последняя серия |
| ----- | ----- | ----- | -------------- | --------------- |
| 1     | 8     | 8     | 6 августа 2021 | 6 августа 2021  |

## Эпизоды

### Сезон 1(2021)
| № общий | № в сезоне | Название                                 | Режиссёр             | Автор сценария                                         | Дата премьеры  |
| --- | ---------- | ---------------------------------------- | -------------------- | ------------------------------------------------------ | -------------- |
| 1 | 1          | «Побег» «La Fuga»                        | Ригоберто Кастаньеда | Николас Энтель, Альфредо Мендоса, Мигель Техада-Флорес | 6 августа 2021 |
| Наркобарона Алонсо Маррокина вот-вот экстрадируют в США, но у элитного полицейского подразделения, Управления по борьбе с наркотиками, коррумпированного начальника тюрьмы и конкурирующего картеля на него другие планы.                                                |            |                                          |                      |                                                        |                |
| 2 | 2          | «Начальник вернулся» «Regresó el Patrón» | Ригоберто Кастаньеда | Николас Энтель, Альфредо Мендоса, Мигель Техада-Флорес | 6 августа 2021 |
| Когда Маррокин воссоединяется со своим сыном Лукасом, он понимает, что быть отцом сложнее, чем управлять криминальной империей. Бесеррил и его элитное подразделение понимают, что недооценили своего противника.                                                        |            |                                          |                      |                                                        |                |
| 3 | 3          | «Без начальства» «Sin jefes»             | Ригоберто Кастаньеда | Николас Энтель, Альфредо Мендоса, Мигель Техада-Флорес | 6 августа 2021 |
| Планы Сноумана по расширению своих экспериментов принимают неожиданный оборот. Несмотря на увольнение и угрозы, Лилия решает продолжить работу и взять интервью у самого разыскиваемого в мире беглеца.                                                                  |            |                                          |                      |                                                        |                |
| 4 | 4          | «Друзья и враги» «Amigos y enemigos»     | Ригоберто Кастаньеда | Николас Энтель, Альфредо Мендоса, Рэндалл Джансон      | 6 августа 2021 |
| Армия зомби пополняет свои ряды. Маррокин обнаруживает, что один из его людей — предатель, и Лукаса, который понимает, что происходит что-то странное, подстерегает новая опасность. Бесеррил сближается со своими врагами-людьми.                                       |            |                                          |                      |                                                        |                |
| 5 | 5          | «Идеальный солдат» «El soldado perfecto» | Ригоберто Кастаньеда | Николас Энтель, Альфредо Мендоса, Скотт Фрост          | 6 августа 2021 |
| Когда эксперименты Сноумана на заражённом человеке терпят неудачу, Мердуч соглашается привлечь больше подопытных. Агент Тафт находит зацепку, связанную с Маррокином. Лилия сбегает от врага с помощью Давилы.                                                           |            |                                          |                      |                                                        |                |
| 6 | 6          | «Шоколадки» «Chocolates»                 | Ригоберто Кастаньеда | Николас Энтель, Альфредо Мендоса, Мигель Техада-Флорес | 6 августа 2021 |
| Зомби терзают воспоминания о его человеческой жизни. Секретная миссия заканчивается плохо, когда рейнджеры армии США сталкиваются с врагом, который, кажется, полностью невосприимчив к любому виду урона.                                                               |            |                                          |                      |                                                        |                |
| 7 | 7          | «Дьявол рыщет» «El diablo acecha»        | Ригоберто Кастаньеда | Николас Энтель, Альфредо Мендоса, Рэндалл Джансон      | 6 августа 2021 |
| Мердуч принимает крайние меры, чтобы сдержать заражение, но у Сноумана другие планы. Давила и Лилия попадают в неожиданную засаду. Попытки Лукаса спасти старого друга подвергают его серьёзной опасности.                                                               |            |                                          |                      |                                                        |                |
| 8 | 8          | «Мы не животные» «No somos animales»     | Ригоберто Кастаньеда | Николас Энтель, Альфредо Мендоса, Мигель Техада-Флорес | 6 августа 2021 |
| Эпическая апокалиптическая битва подвергает испытанию каждого, и старые враги должны стать союзниками. Зомби, которых армия США превосходит по численности, демонстрируют удивительную сообразительность. Маррокин должен совершить ещё одну невероятную попытку побега. |            |                                          |                      |                                                        |                |

## Производство
Сериал был анонсирован в 2019 году. Тогда же было объвлено, что главные роли исполнят актёры Серхио Перис-Менчета, Фатима Молина, Горасио Гарсиа Роха, Нери Арредондо и Адриана Моралес.
Изначально премьера «Солдат-зомби» должна была состояться в 2020 году. Однако, по неизвестным причинам, релиз был отложен до августа 2021 года.
23 июля 2021 года был опубликован первый официальный трейлер сериала.
После выхода первого сезона создатель сериала, Николас Энтель, не исключил возможность выхода 2 сезона. Но в августе 2021 года стало известно, что Amazon Prime Video закрыл «Солдат-зомби» после первого сезона.

## Критика
На сайте-агрегаторе Rotten Tomatoes сериал получил среднюю оценку в 58 % на основе менее чем 50-ти рецензий со стороны зрителей. Сериал хвалили за безумие, динамику и идею того, чтобы сделать зомби разумными, но резкой критике подверглись актёрская игра и низкий бюджет.
На сайте IMDb «Солдаты-зомби» получили среднюю оценку в 5.4 балла из 10 на основе 1100 рецензий со стороны критиков.
Веб-сайт Decider написал, что «Солдаты-зомби» — «это просто дурацкое развлечение» и «мы восхищаемся его попытками зайти глубже, чем просто история „зомби против армии США против наркобарона“, но, учитывая, насколько короткие эпизоды, мы в том редком случае, когда нас устраивает отсутствие развития персонажей в сериале».